# Gråryggig vråk
Gråryggig vråk (Pseudastur occidentalis) är en starkt hotad sydamerikansk rovfågel. Den förekommer endast i västra Ecuador och nordvästra Peru.

## Utseende och läten
Gråryggig vråk är en medelstor (45–48 cm), svartvit vråk. Adulta fågeln är svartaktig på vingar och mantel, på huvud och nacke vitstreckat grå. Stjärten är vit med ett brett, svart subterminalt band. Undersidan är vit och benen gula. Ungfågeln är brunare ovan med brun streckning på manteln. Lätet beskrivs som ett högljutt skri likt vitvråken som ofta upprepas, framför allt i flykten.

## Utbredning och systematik
Gråryggig vråk förekommer i skogar i västra Ecuador och angränsande nordvästra Peru. Arten placerades tidigare i släktet Leucopternis, men genetiska studier visar att arterna i släktet inte står varandra närmast. Gråryggig vråk har därför tillsammans med nära släktingarna vitvråk och mantelvråk lyfts ut i ett eget släkte, Pseudastur.

## Levnadssätt
Gråryggig vråk hittas i både torra lövskogar och fuktiga städsegröna skogar, men påträffas oftare i de senare, vanligen från 100 till 1 400 meters höjd, dock ibland så högt som 2 900 meter. Arten kan ses födosöka i av människan rätt påverkade miljöer kring Machalilla National Park och i skogsbryn i Esmeraldas, Piñas och Manta Real samt i Tumbes National Reserve. Födan består av ödlor, krabbor, ormar, gnagage, småfåglar, grodor, daggmaskar och större insekter. Den verkar kunna häcka året runt.

## Status
Gråryggig vråk är en mycket fåtalig fågel med en världspopulation bestående av under 10 000 vuxna individer. Den tros dessutom minska i antal till följd av habitatförstörelse, lokalt även möjligen förföljelse. Internationella naturvårdsunionen IUCN kategoriserar därför arten som sårbar.